# سیارک ۲۱۳۹
سیارک ۲۱۳۹ (به انگلیسی: 2139 Makharadze، نامگذاری:1970MC) دو هزار و صد و سی و نهمین سیارک کشف شده‌است که در ۳۰ ژوئن ۱۹۷۰ کشف شد.
قدر مطلق سیارک برابر ۱۲٫۸۰ است.